# Rio Itapocu
Le rio Itapocu est un fleuve brésilien de l'État de Santa Catarina.
Il se forme par la jonction du rio Novo avec le rio Humboldt au niveau de la ville de Corupá et, coulant d'ouest en est, traverse les municipalités de Jaraguá do Sul et Guaramirim, pour se jeter dans l'océan Atlantique. Ses principaux affluents sont: le rio Piraí, le rio Itapocuzinho et le rio Jaraguá.

## Étymologie
Le nom Itapocu est une transcription du tupi, mais son origine exacte est l'objet de débats. Les significations proposées sont, principalement :
- « rivière de la pierre éclatée », par contraction de itá (« pierre »), pok (« éclater ») et 'y (« eau, rivière ») ;
- « pierre longue », par contraction de itá (« pierre ») et puku (« long »). Ce serait une allusion à l'embouchure de la rivière, où s'étend une longue bande de sable. Ou bien une allusion au saut de Guamiranga à Guaramirim, qui forme une barrière rocheuse naturelle au cours de la rivière ;
- « long chemin », par contraction de tape (« chemin ») et puku (« long »). Ce serait une allusion à la longueur du trajet depuis l'océan jusqu'à l'actuel territoire paraguayen, en suivant la rivière ;
- « vieux chemin », par contraction de tape (« chemin ») et kue (« vieux »), une possible allusion au même trajet que ci-dessus.